# Kishō Kurokawa

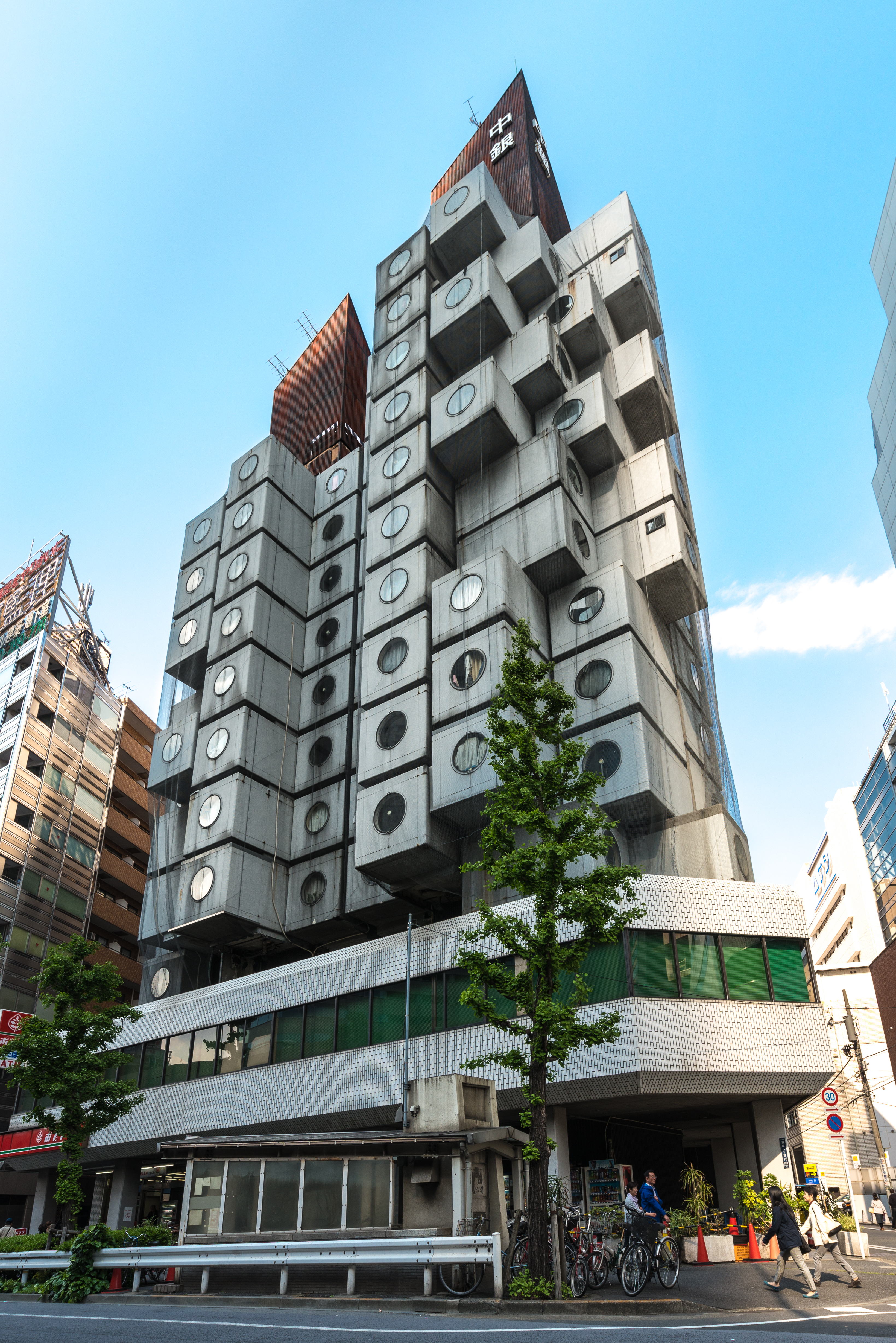
Nakagin Capsule Tower.

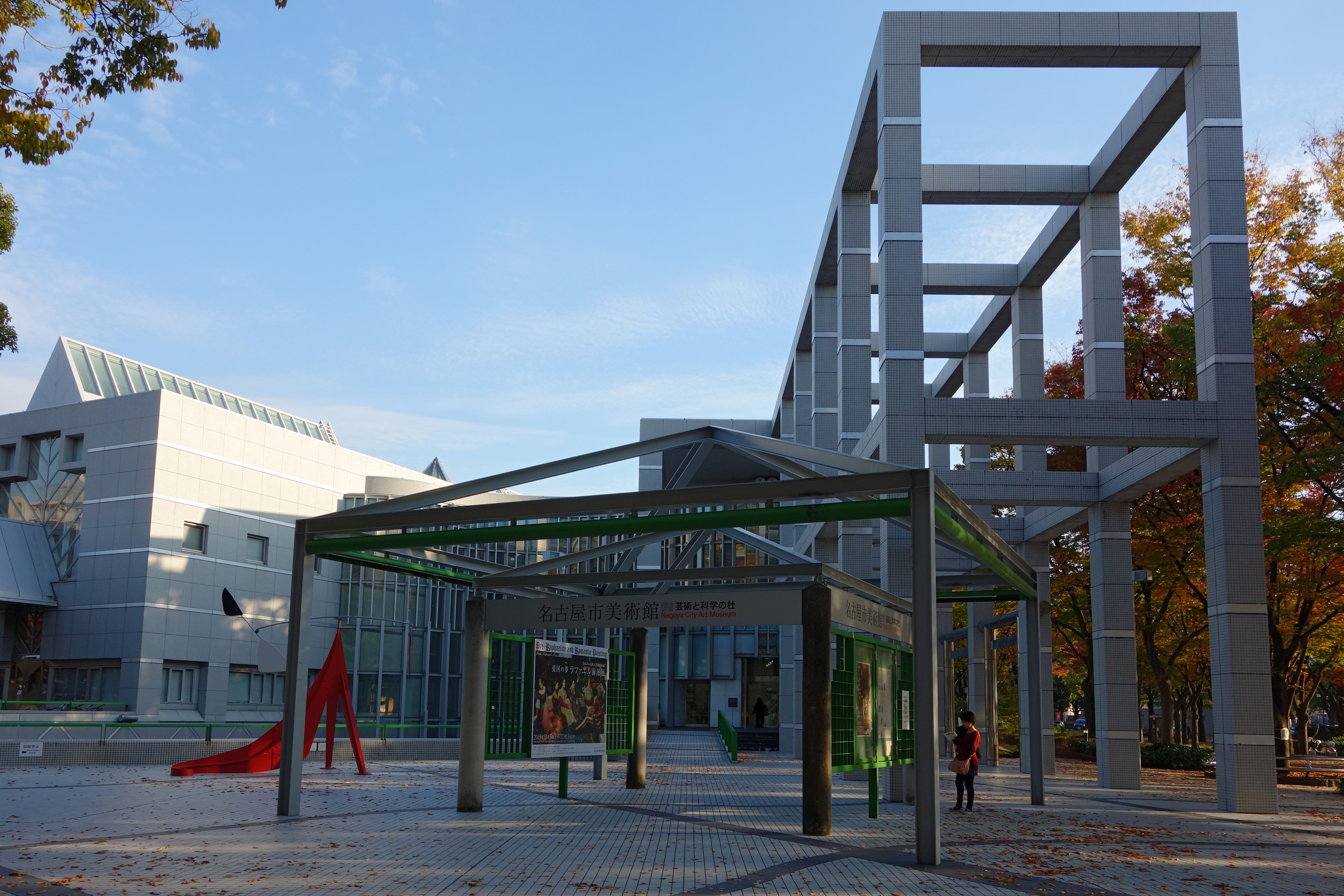
Entrada al Museo de Arte de la Ciudad de Nagoya.

Museo de Arte moderno de Wakayama.

Kisho Kurokawa (黒川 紀章 Kurokawa Kishō?,  Nagoya, Aichi; 8 de abril de 1934-12 de octubre de 2007) fue un arquitecto japonés muy conocido y uno de los fundadores del Movimiento Metabolista.

## Biografía
Estudió en la Universidad de Kioto, se graduó con una licenciatura del Departamento de Arquitectura en 1957. Continuó sus estudios en la Escuela de Arquitectura Universidad de Tokio bajo la supervisión de Kenzō Tange, consiguiendo un máster en 1959 y el doctorado en 1964. 
Junto a algunos colegas, cofundó el Movimiento Metabolista en 1960; sus miembros eran conocidos como los Metabolistas. Éste fue un movimiento radical avant-garde japonés que perseguía la combinación y el reciclaje de los estilos de la arquitectura alrededor de una filosofía asiática. El movimiento fue muy exitoso, destacando cuando sus miembros recibieron la alabanza por el Takara Beautillion de la Expo Universal de Osaka de 1970. El grupo se rompió pronto después de eso.
Kurokawa tenía una hija de su primer matrimonio, que trabaja como arquitecta del paisaje. Su segundo matrimonio fue con Ayako Wakao (若尾 文子 Wakao Ayako), una actriz con algunas películas notables en los años 50 y los 60. El hermano de Kurokawa, más joven que él, trabaja en el diseño industrial, pero también había cooperado con Kurokawa en algunos proyectos de arquitectura.
Kurokawa fue el fundador y presidente de la compañía Kisho Kurokawa Architect & Associates, creada el 8 de abril de 1962. La compañía tiene su oficina principal en Tokio, y delegaciones en Osaka, Nagoya, Astaná, Kuala Lumpur y Pekín. La compañía está registrada por el gobierno japonés como Oficina de Arquitectos de Primera Clase.

## Sus ideas sobre la arquitectura
Es uno de los arquitectos japoneses más aclamados internacionalmente. Fue fundador del Movimiento Metabolista en los años 1960. Tiene escrita una extensa cantidad de trabajos referidos a la filosofía y a la arquitectura. Kurokawa escribió que hay dos tradiciones inherentes a cualquier cultura: la visible y la invisible. Su trabajo, según él, lleva la tradición invisible de Japón. Mirando su arquitectura, el metabolismo, la tradición no parece estar presente, pero por debajo de la piel dura de la superficie, su trabajo es japonés. Es difícil demandar que las tecnologías y el material modernos usados hayan heredado la tradición japonesa, y que las formas tradicionales de arquitectura japonesa pueden ser reconocidas en tus torres modernas de acero. Sin embargo, la arquitectura de Kurokawas se desarrolla desde la tradición japonesa y uno puede detectar el detrás de la estética japonesa en su trabajo. El trabajo de Kurokawa se centró en guardar las tradiciones japonesas de los conceptos invisibles, especialmente materialidad, impermanencia, receptividad y detalle. Estos 4 puntos fueron discutidos específicamente por Kurokawa en su explicación para una nueva onda de la arquitectura japonesa:

### Impermanencia
Kurokawa observó que a excepción de Kioto y de Kanazawa, la mayoría de las ciudades japonesas fueron destruidas durante la Segunda Guerra Mundial. Cuando se destruyen las ciudades occidentales, el ladrillo y la piedra permanecen como prueba de su última existencia. Tristemente, las observaciones de Kurokawa nos muestran que las ciudades de Japón fueron construidas sobre todo de los elementos de madera y naturales que se convierten fácilmente en cenizas desapareciendo totalmente. Él también observa que tanto Edo (ahora Tokio) como Kioto fueron destruidas casi enteramente en varias ocasiones durante batallas del período de los Reinos Combatientes en el siglo XV y XVI. El cambiar de poder hizo que partes de Japón debieran ser destruidas. En el mismo apartado, hablando históricamente, las ciudades de Japón se han golpeado casi anualmente con desastres naturales tales como terremotos, tifones, inundaciones y erupciones volcánicas. Esta destrucción repetida continua de edificios y de ciudades ha dado a Japón "mucha incertidumbre sobre su existencia, una carencia de fe en lo visible, una suspicacia de lo eterno". Además las cuatro estaciones están marcadas claramente en Japón, y los cambios en el año de éstas son extremos y dramáticos. El tiempo es, en la cultura japonesa, una entidad preciosa que fuerza muchas velas, muchos seres, muchas entidades que se descolorean en un punto. La idea de que los edificios y las ciudades deben parecer tan naturales como sea posible y que deben estar en armonía con el resto de la naturaleza, puesto que está solamente temporalmente allí, ha creado la tradición de hacer el edificio y las ciudades con una estructura "temporal".
Esta idea de la impermanencia se refleja en el trabajo de Kurokawa durante el Movimiento Metabolista. Los edificios fueron hechos tan solo para ser desprendibles, permutables y adaptables. El concepto de la impermanencia provino de su trabajo para hacer sistemas abiertos al tiempo y espacio.

### Materialidad
Kurokawa explica que los japoneses intentaban explotar las texturas y colores naturales de los materiales usados en una edificación. La tradicional habitación del té fue intencionalmente construida de solo materiales naturales como tierra y arena, papel, hojas de plantas, y pequeños árboles. Para la maderas que se necesitaban se preferían los árboles de sus propios patios traseros. Se rechazaron todos los colores artificiales y los tonos y texturas naturales de los materiales fueron demostrando sus mejores ventajas. Esta honradez de la materialidad proviene de la idea de que la naturaleza es hermosa en sí misma ya. El japonés siente que su comida sabe mejor, que su madera parece mejor, que lo material es mejor, cuando es natural. Se cree en el máximo disfrute de todo aquello que está en su estado natural. 
Esta tradición de la materialidad está viva en el trabajo de Kurokawa que trata el hierro como hierro, el aluminio como aluminio y hacer que la mayor parte de lo inherente finalice en algo concreto. La tradición de la honradez de la materialidad está presente en el edificio de la cápsula de Kurokawa. En él, Kurokawa demostró tecnología con “ningún color artificial.” La cápsula, la unidad de la escalera móvil, la unidad del elevador, y la canalización eran toda exteriores y expuestas. Kurokawa tenía estructuras abiertas enseñadas tal y como eran sin tentativa de ocultar los elementos de los conectadores, creyendo que la belleza era inherente en cada parte por sí misma. Este movimiento en negrilla creó una textura de los elementos que se convirtieron en la materialidad verdadera del conjunto.

### Receptividad
La noción o la receptividad es una idea crucial japonesa. Algunos incluso aventurarían decir que es una “tradición.” Japón, dice Kurokawa, es un país pequeño. Durante más de mil años, Japón ha vivido con un conocimiento sus vecinas China y Corea; y en la Edad Moderna de los imperios de Portugal, Gran Bretaña, Estados Unidos, por nombrar algunos. La única manera para un país pequeño como Japón de evitar ser atacada por estos imperios era hacer tentativa continua de absorber culturas extranjeras, para estudiarlas, y, mientras establecía relaciones amistosas con la nación más grande, preservaba su propia identidad. Esta receptividad es lo que a Japón le ha permitido pasar de ser una isla que cultiva a una nación imperial usando los primeros sistemas políticos y adelantos chinos, y después las técnicas y conocimiento occidentales. Japón finalmente sobrepasó a China y tropezó consigo misma durante la Segunda Guerra Mundial. Después de la guerra, Japón, usando esta misma perspectiva absorbió la cultura americana y la tecnología, sobrepasándola también.
La arquitectura de Kurokawa sigue la secuencia de la receptividad, pero en un punto, el intento para divergir y para encontrar su propia identidad. Al principio, el trabajo de Kurokawa siguió el movimiento moderno que fue introducido por Tange, Isozaki y sus contemporáneos. Tange demostró al mundo que Japón podía construir edificios modernos. Sus contemporáneos lo siguieron y continuaron. Entonces en un punto, en los años 60, Kurokawa y un grupo pequeño de arquitectos comenzaron una onda nueva de la arquitectura japonesa contemporánea que creía que la solución anterior y sus imitaciones no eran satisfactorias a la nueva era: la vida no estaba presente en el modernismo. Acuñaron su trabajo con la palabra “metabolismo.” El trabajo de Kurokawa llegó a ser receptivo “a su propia filosofía, el principio de la vida.” (Allí él vio arquitectura y ciudades como proceso dinámico donde las piezas necesitaron estar listas para el cambio. Él utilizó sobre todo el marco y las unidades abiertas de acero que eran prefabricados y permutables.)

### Detalle
Kurokawa explica que la atención prestada para detallar el trabajo japonés deriva esencialmente de la tentativa típica de expresar individualidad y maestría. En Japón la ejecución de detalles era un proceso del trabajo, no trabajaban del conjunto a las piezas sino de las piezas al conjunto. Cada conexión de madera en una casa era hecha a mano cuidadosamente desde adentro hacia el exterior. Japón es un país que se movió desde la total desindustrialización hasta la completa industrialización en menos de 50 años durante la revolución Meiji. Este gran salto de producir mercancías de artesanía a usar la industria fue tan rápido que no permitió la desaparición de una tradición profundamente arraigada de hacer un buen arte verdadero como declaración del creador. Consecuentemente el fabricante japonés todavía lleva una preocupación cuidadosa con el detalle que se puede ver en el arte y la fabricación de la arquitectura contemporánea. La atención al detalle, una parte invisible de su tradición, formas una inequívoca estética japonesa. 
Semejantemente, la arquitectura de Kurokawa tiene detalles cuidadosos de conexiones y de finales. Kurokawa dijo, “esta atención al detalle es también una llave importante para entender mi propia arquitectura. La creencia en la importancia de los detalles también sugiere una nueva jerarquía.” Kurokawa cree que mientras que la arquitectura y las ciudades occidentales se han organizado con una jerarquía de la infraestructura a las piezas y al detalle, su onda nueva de la arquitectura japonesa contemporánea se centró en la autonomía de las piezas. El metabolismo se basa en la noción de la vida y de cada aspecto intrincado y pequeño de la vida.

## Conclusión
En conclusión el trabajo de Kurokawa es una tentativa de usar tecnología muy moderna para adaptarse a una sociedad siempre cambiante. Su trabajo puede por una parte nunca parecer “japonés,” pero por otra parte, después de un análisis cuidadoso, uno se dará cuenta de que la tradición japonesa fundamental está expresada en sus obras. Como él dijo, él está persiguiendo las tradiciones “invisibles” y las está practicando como orgulloso japonés

## Proyectos
(organizados según el año de finalización)
- Años 1970:

- Takara Beautilion, Theme Pavilion, and Toshiba IHI Pavilion, for Expo '70 (Osaka, 1970)
- Nakagin Capsule Tower (Ginza, Tokio, 1970-1972)
- Capsule House K, Karuizawa, Japan (1974)
- Sony Tower (Osaka, 1972–1976)
- Tateshina Planetarium (Hiroshima, 1976)
- Headquarters of the Japanese Red Cross Society (Tokio, 1975–1977)
- National Museum of Ethnology (Osaka, 1973–1977)
- Vitosha New Otani (Sofía, Bulgaria, 1974–1979)

- Años 1980:

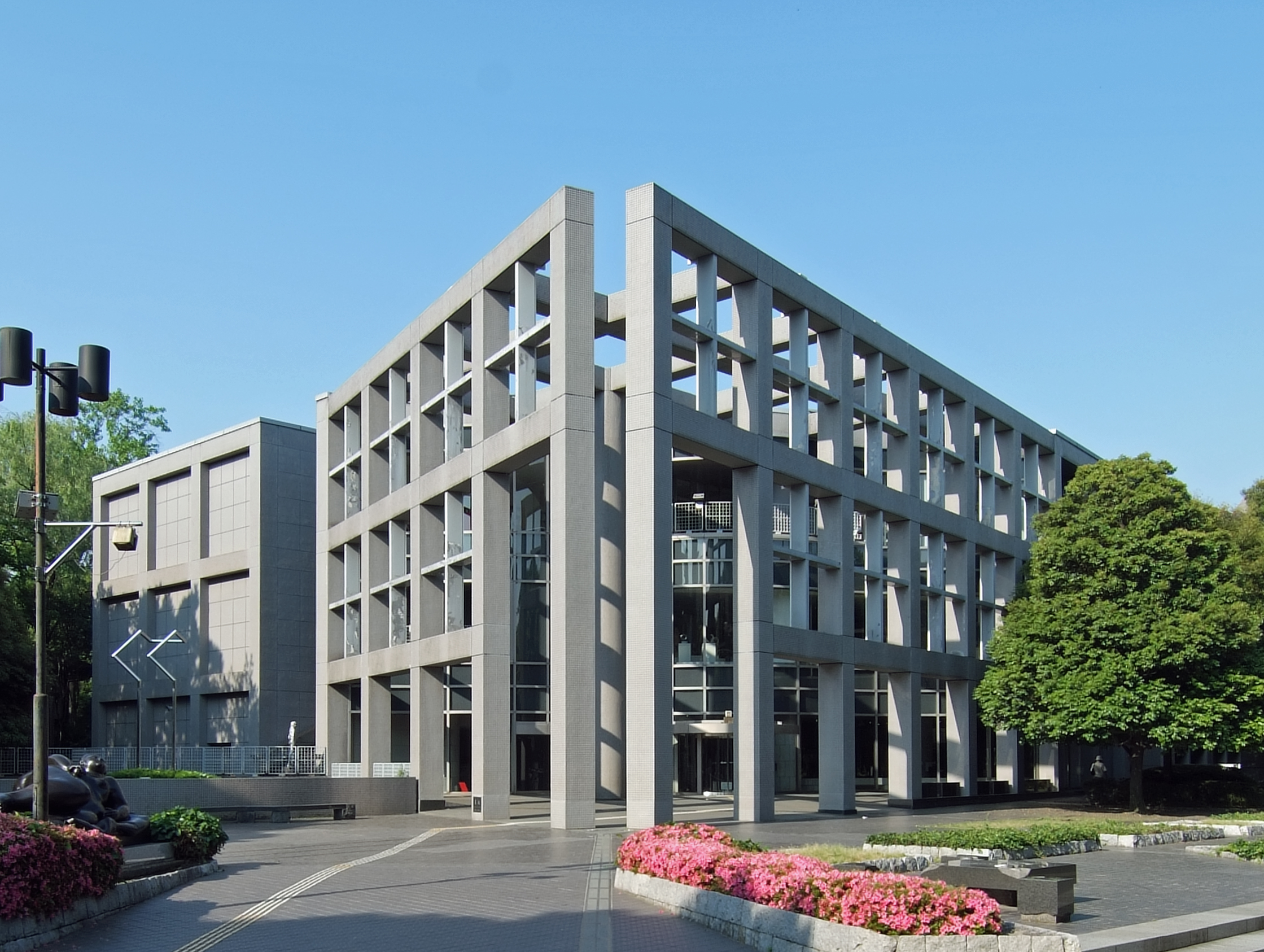
Saitama Prefectural Museum of Modern Art

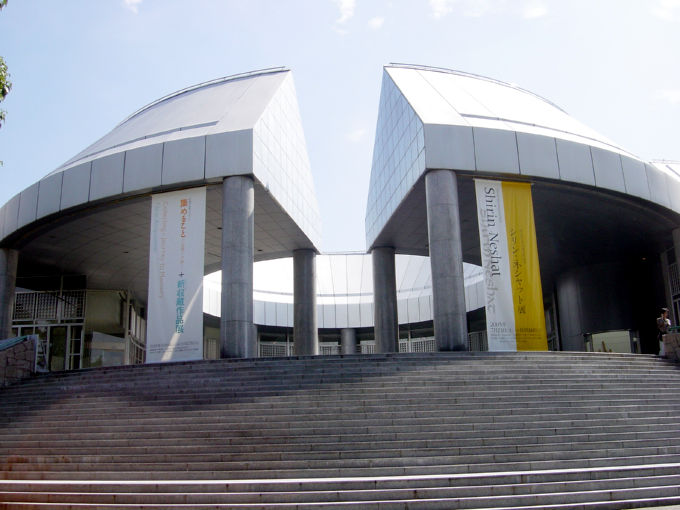
Museo de Arte Contemporáneo de Hiroshima

- Saitama Prefectural Museum of Modern Art (Saitama, 1978–1982)
- National Bunraku Theater (Osaka, 1979–1983)
- Wacoal Kojimachi Building (Tokio, 1982–1984)
- Chokaso (Tokio, 1985–1987)
- Nagoya City Art Museum (Nagoya, 1983–1987)
- Japanese-German Center of Berlin (Berlin, 1985–1988)
- Central Plaza 1, Brisbane, Australia
- Osaka Prefectural Government Offices (Osaka, 1988)
- Museo de Arte Contemporáneo de Hiroshima (Hiroshima, 1988–1989)

- Años 1990:

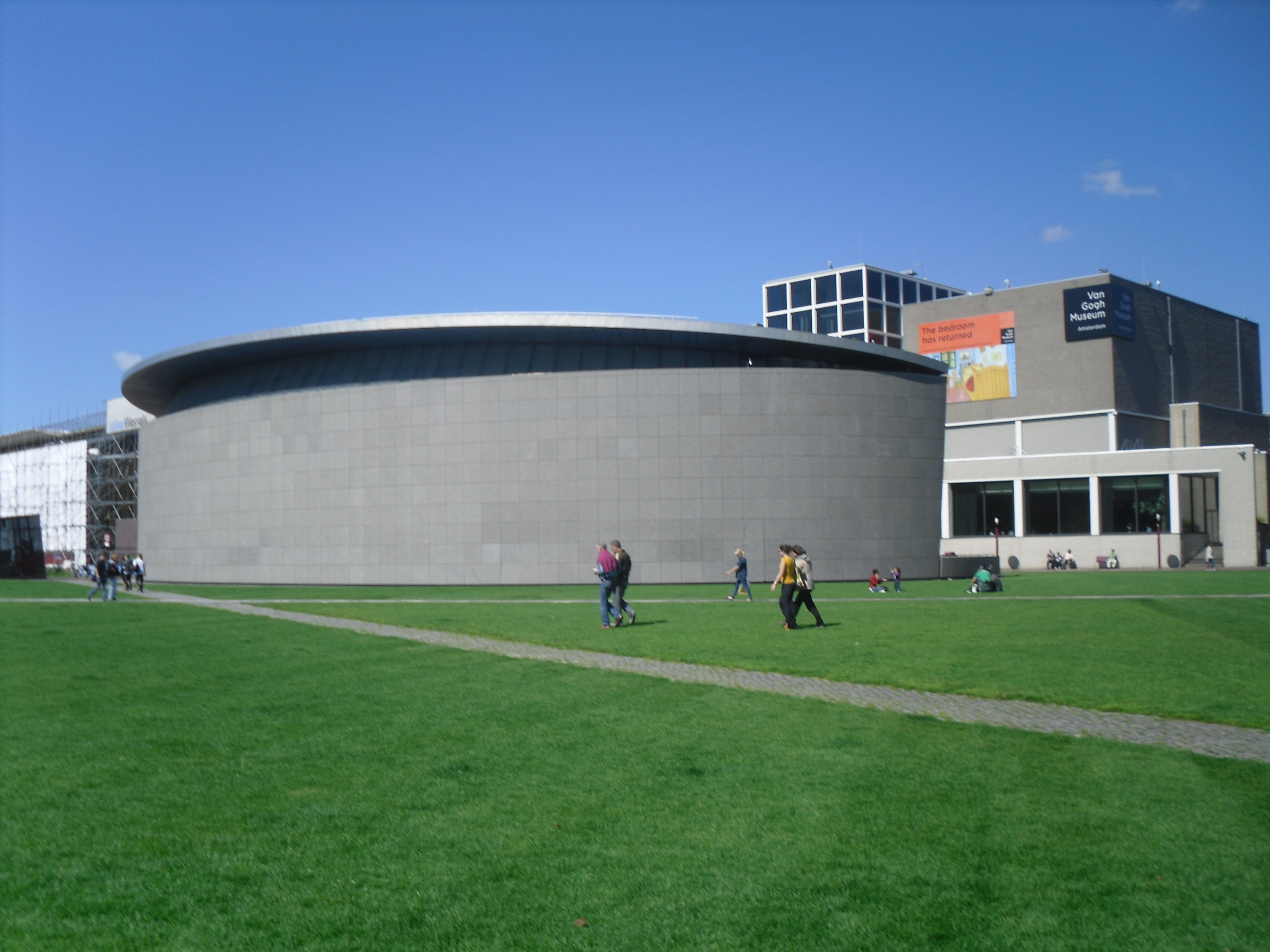

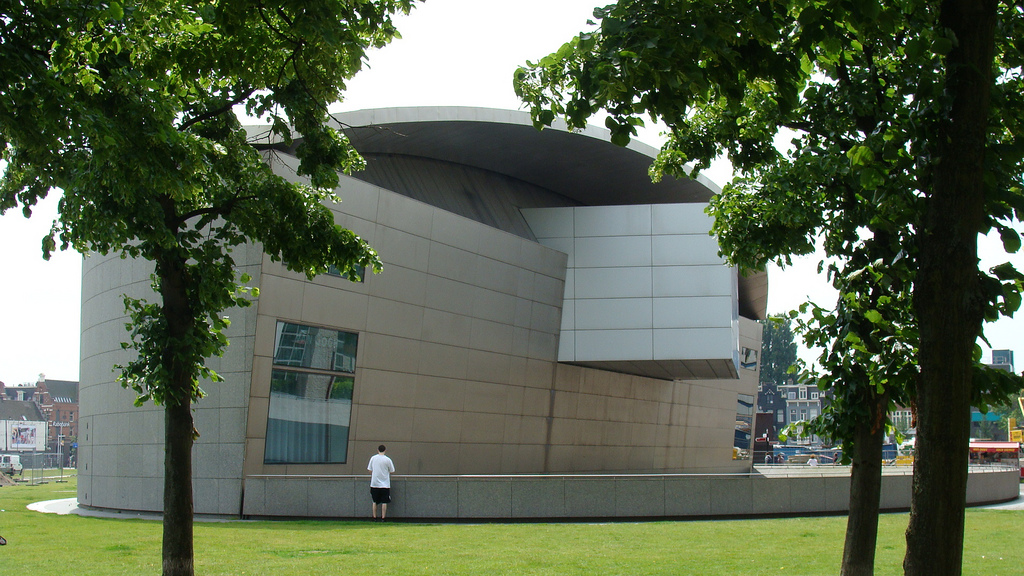
Nueva ala del Museo Van Gogh en Ámsterdam, Países Bajos.

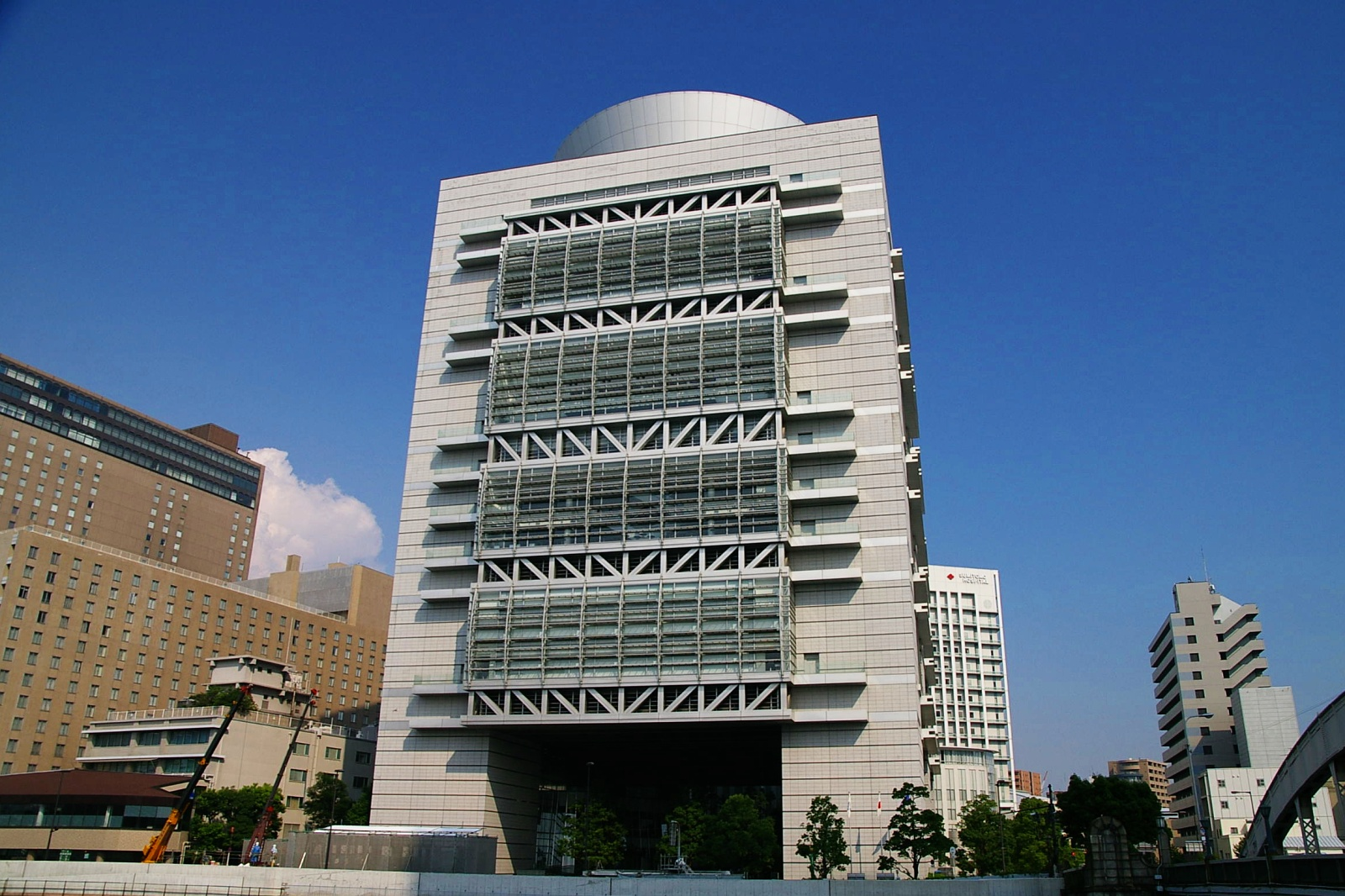
Osaka International Convention Center

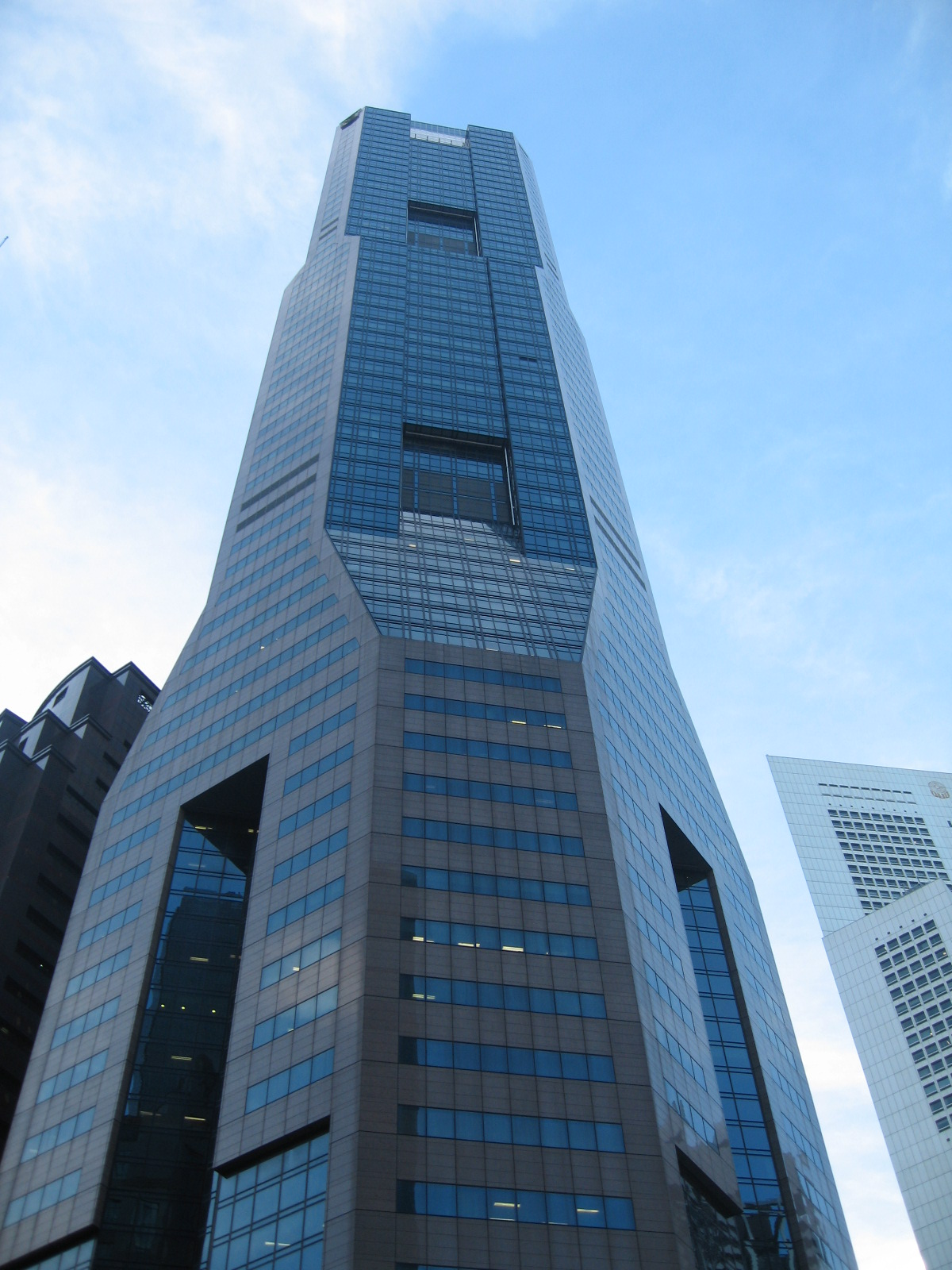
Republic Plaza

- Chinese-Japanese Youth Center (Beijing, 1987–1990)
- Okinawa Prefectural Government Headquarters (Okinawa, 1988–1990)
- The Sporting Club at Illinois Center (Chicago, 1987–1990)
- Melbourne Central (Melbourne, Australia, 1986–1991)
- Miki House New Office Building (Osaka, 1985–1991)
- Nara City Museum of Photography (Nara, 1989–1991)
- Louvain-La-Neuve Museum (Bélgica, 1990–1992)
- Pacific Tower (París, Francia, 1988–1992)
- Lane Crawford Place (Singapur, 1990–1993)
- Senkantei (Hyōgo, 1992–1993)
- Ehime Museum of Science (Ehime, 1991–1994)
- Ishibashi Junior High School (Tochigi, 1992–1994)
- The Museum of Modern Art Wakayama/Wakayama Prefectural Museum (Wakayama, 1990–1994)
- Hotel Kyocera (Kagoshima, 1991–1995)
- Kibi-cho City Hall/Kibi Dome (Wakayama, 1993–1995)
- Republic Plaza (Singapur, 1986–1995)
- Fukui City Museum of Art (Fukui, 1993–1996)
- Softopia Japan (Gifu, 1990–1996)
- Fujinomiya Golf Club (Fujinomiya, Shizuoka, 1994–1997)
- Kashima-machi City Hall (Kumamoto, 1995–1997)
- Shiga Kogen Roman Art Museum (Yamanouchi, 1994–1997)
- Aeropuerto Internacional de Kuala Lumpur (Sepang, Malasia, 1992–1998)
- Nueva ala del Museo Van Gogh (Ámsterdam, Países Bajos, 1990–1998)
- Amber Hall (Kuji, 1996–1999)
- O Residence (Tokio, 1997–1999)

- Años 2000:

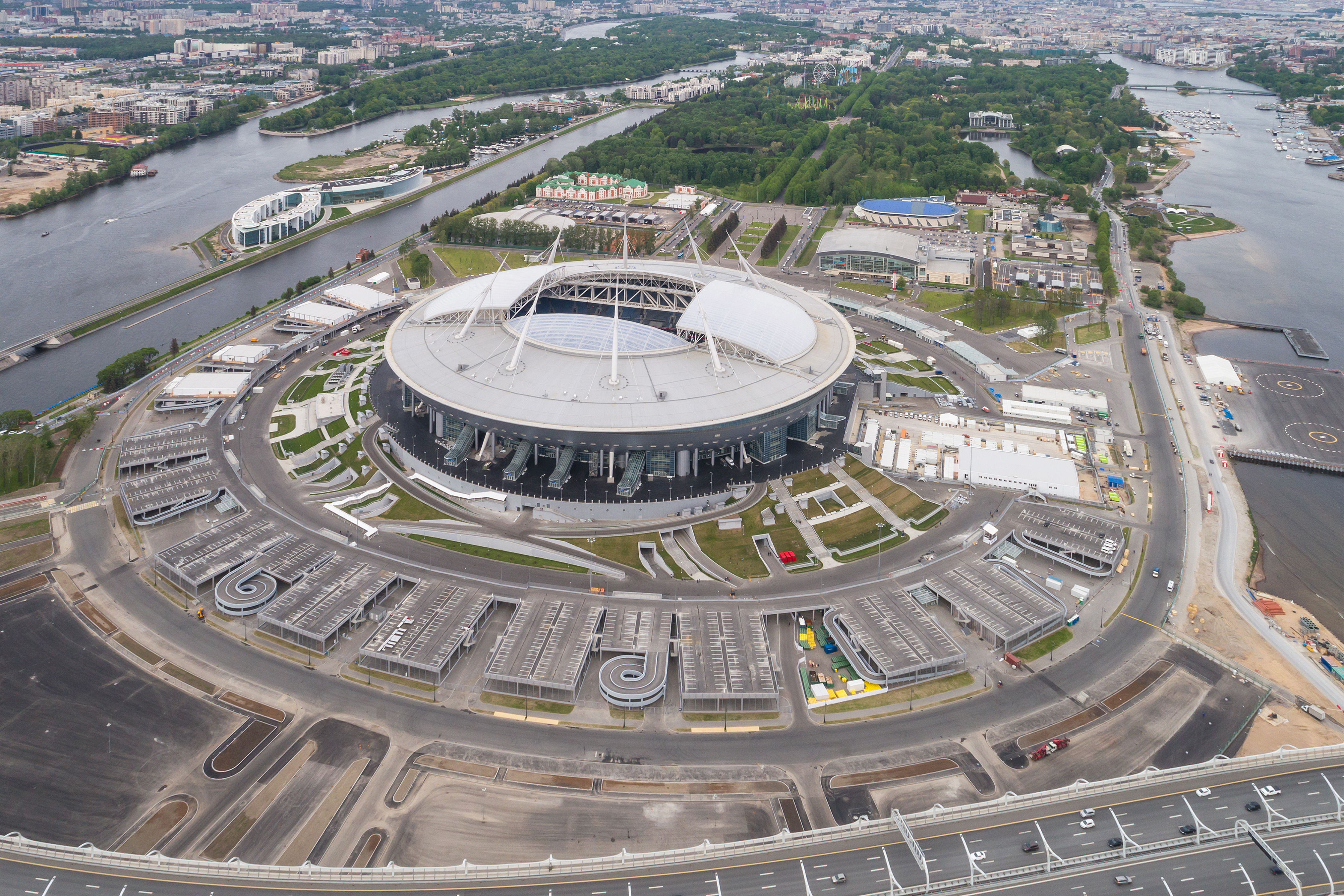
Estadio Krestovski en San Petersburgo.

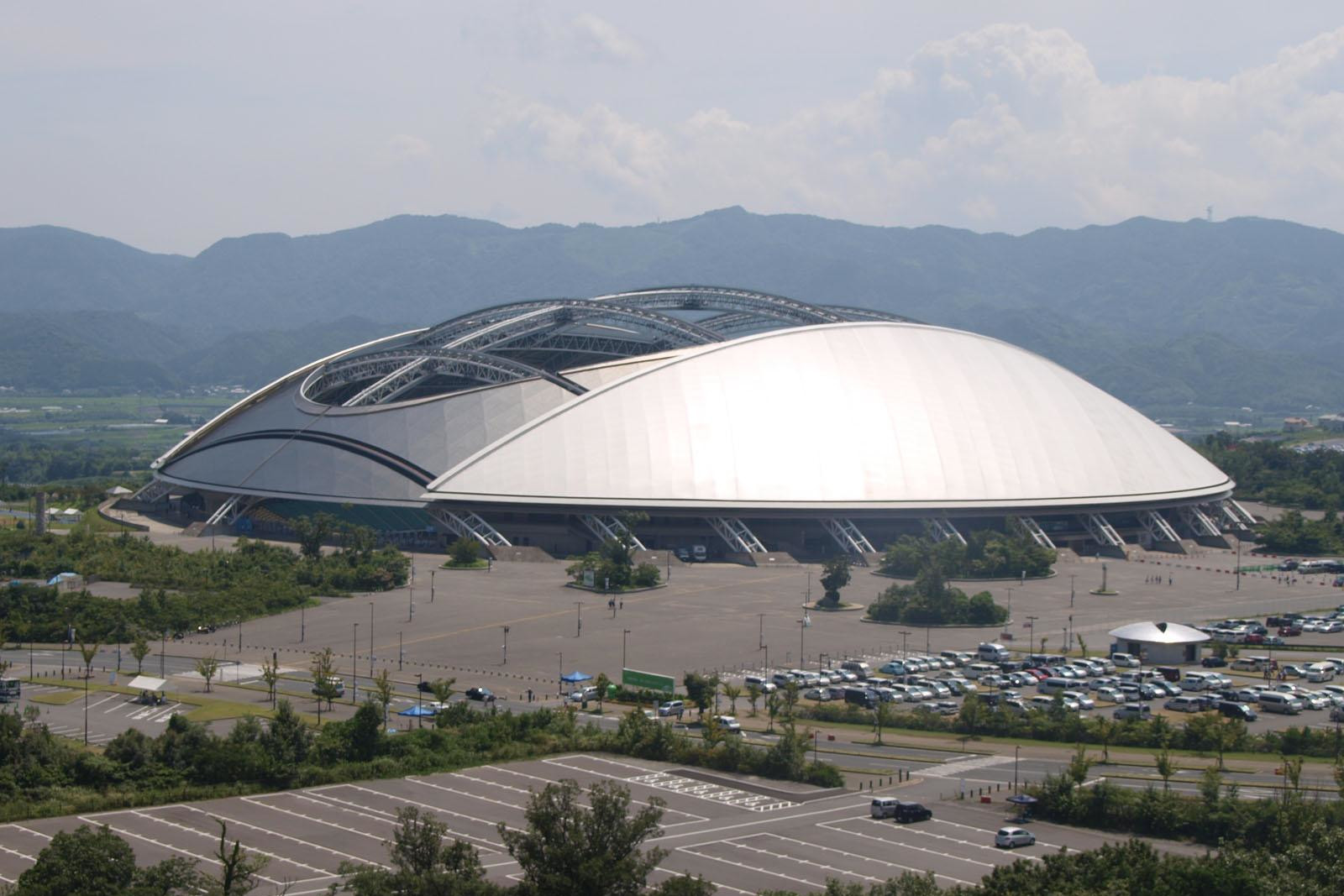
Estadio del Gran Ojo de Oita

- Fukui Prefectural Dinosaur Museum (Katsuyama, 1996–2000)
- Osaka International Convention Center (Osaka, 1994–2000)
- Estadio del Gran Ojo de Oita (Ōita, 1996–2001, usado en la Copa Mundial de Fútbol de 2002)
- KL Sentral (Kuala Lumpur, 1994-2001)
- Estadio Toyota (Toyota City, 1997–2001)
- Astana International Airport (Astaná, Kazajistán, 2000–2003)
- The National Art Center, Roppongi, Tokio, 2000–2005)
- Singapore Flyer (Singapur, 2005–2008)
- Fusionopolis Phase 1 (Singapur, 2006 -)
- Zhengzhou International Convention and Exhibition Centre (Zhengzhou, China, 2002–2005)
- Design and Master Plan of Kazakhstan's New Capital (Astana, delayed due to budget problems)
- Estadio Krestovski (San Petersburgo, 2006–2017)
- Trade Center (Ekaterimburgo|Yekaterinburg, 2007-)
- Maggie's Cancer Care Centre, Singleton Hospital, Swansea (proposed)

## Distinciones y premios
- Gold Medal, Académie d'Architecture, France (1986)
- Richard Neutra Award, California State Polytechnic University, Pomona (1988)
- 48th Art Academy Award, highest award for artists and architects in Japan (1992)
- Renaming The Art Institute of Chicago to the Kisho Kurokawa Gallery of Architecture (1994)
- Pacific Rim Award, American Institute of Architects, Los Angeles chapter (first awarded, 1997)
- Honorary Fellow, Royal Institute of British Architects, United Kingdom
- Miembro honorario, Union of Architects, Bulgaria
- Honorary Doctorate of Architecture by Universiti Putra Malaysia (UPM), Malaysia (2002)
- Dedalo-Minosse International Prize (Grand Prix) por el Aeropuerto Internacional de Kuala Lumpur , Malaysia (2003–2004)
- Certification for a sustainable airport, Green Globe 21, United Nations, por el Aeropuerto Internacional de Kuala Lumpur  (2003)
- Walpole Medal of Excellence, United Kingdom (2005)
- Shungdu Friendship Award, China (2005)
- International Architecture Award, The Chicago Athenaeum Museum (2006)